# Тикси
Тикси (рус. Ти́кси, јакут. Тиксии) је насељено мјесто и представља административни центар Булунског рејона (улуса) у Републици Јакутији. Насеље има 5.892 становника (2010). То је једна од најсјевернијих лука Русије и налази се на ушћу ријеке Лене у залив Лаптевског мора.
Град је основан 1933. године. У непосредној близини основана је и поларна станица, а 1957. отворена је и Поларна геокосмофизикална опсерваторија „Тикси“. У близини насеља постоји и аеродром федералног значаја (1. октобра 2012, затворен).